# Rauchs Weltraum-Bücher
Rauchs Weltraum-Bücher war eine kurzlebige Science-Fiction-Buchreihe, die 1952 vom Düsseldorfer Karl Rauch Verlag publiziert wurde.

## Geschichte
Die Reihe wurde von dem Philosophen Gotthard Günther herausgegeben und war ein erster Versuch, angloamerikanische Science Fiction auf dem (west)deutschen Markt zu etablieren. Die Übersetzungen besorgte Otto Schrag, bis auf die Kurzgeschichte Flucht, die von Elisabeth Klein übersetzt wurde.
Diese vier Titel erschienen 1952:
1. John W. Campbell Jr.: Der unglaubliche Planet. (The Incredible Planet, 1949), DNB 450738183.
2. Jack Williamson: Wing 4. (The Humanoids, 1948), DNB 455685673
3. Gotthard Günther (Hrsg.): Überwindung von Zeit und Raum. (Anthologie), DNB 455144486

Enthält:
- G. Günther: Einleitung
- Clifford D. Simak: Flucht (Desertion, 1944)
-  Isaac Asimov: Einbruch der Nacht (Nightfall, 1941)
- John W. Campbell, Jr.: Wer da? (Who Goes There?, 1938)
- Stanley G. Weinbaum: Die Lotusesser (The Lotus Eaters, 1935)
- H. Beam Piper: Zeit und wieder Zeit (Time and Time Again, 1947)
-  A. E. van Vogt: Wiedererweckung (The Monster, 1948)
-  Lewis Padgett (Henry Kuttner & C. L. Moore): Mimsy were the Borogoves (Mimsy Were the Borogoves, 1943)
- G. Günther: Kommentar des Herausgebers

4. Isaac Asimov: Ich, der Robot. (I, Robot, 1950), DNB 450152006
Die Reihe wurde noch im Jahr ihres Erscheinens aufgrund „katastrophaler Resonanz“ eingestellt. Von Band 1 waren bei einer Auflage von 7000 Exemplaren nur 3000 verkauft worden, von Band 2 bei gleicher Auflage nur 2000 wie auch bei der Anthologie. Band 4 wurde nur mit 2000 Exemplaren aufgelegt, jedoch nur 900 verkauft:
„Dieser Mißerfolg prägte die SF-Buchszene in der Bundesrepublik auf Jahre hinaus. Science Fiction galt als unverkäuflich und wurde nicht aufgelegt. Erst später wagten sich Jugendbuch- und Leihbuchverlage an Übersetzungen amerikanischer SF heran.“
Nach Galle überforderten die anspruchsvollen Einführungen von Herausgeber Günther die Leser. Tatsächlich sollte die angloamerikanische Science Fiction in Westdeutschland durch den Heftroman populär werden, insbesondere durch die Reihe Utopia Zukunftsroman.